# Pan-Pacifische kampioenschappen zwemmen 2018
De Pan-Pacifische kampioenschappen zwemmen 2018 werden gehouden van 9 tot en met 14 augustus 2018 in Tokio, Japan. De wedstrijden van het baanzwemmen vonden plaats in het Tokyo Tatsumi International Swimming Center.

## Programma
Mannen
| Augustus          | 9 | 10 | 11 | 12 | 14   |
| ----------------- | - | -- | -- | -- | ---- |
| 50m vrije slag    |   |    |    | 1  |      |
| 100m vrije slag   |   | 1  |    |    |      |
| 200m vrije slag   | 1 |    |    |    |      |
| 400m vrije slag   |   |    | 1  |    |      |
| 800m vrije slag   |   |    |    | 1  |      |
| 1500m vrije slag  | 1 |    |    |    |      |
| 100m schoolslag   | 1 |    |    |    |      |
| 200m schoolslag   |   |    |    | 1  |      |
| 100m vlinderslag  |   |    | 1  |    |      |
| 200m vlinderslag  |   | 1  |    |    |      |
| 100m rugslag      |   | 1  |    |    |      |
| 200m rugslag      |   |    |    | 1  |      |
| 200m wisselslag   |   |    | 1  |    |      |
| 400m wisselslag   | 1 |    |    |    |      |
| 4x100m vrije slag |   |    | 1  |    |      |
| 4x200m vrije slag |   | 1  |    |    |      |
| 4x100m wisselslag |   |    |    | 1  |      |
| 10 km open water  |   |    |    |    | Goud |
| Finales           | 4 | 4  | 4  | 5  | 1    |

Vrouwen
| Augustus          | 9 | 10 | 11 | 12 | 14   |
| ----------------- | - | -- | -- | -- | ---- |
| 50m vrije slag    |   |    |    | 1  |      |
| 100m vrije slag   |   | 1  |    |    |      |
| 200m vrije slag   | 1 |    |    |    |      |
| 400m vrije slag   |   |    | 1  |    |      |
| 800m vrije slag   |   |    |    | 1  |      |
| 1500m vrije slag  | 1 |    |    |    |      |
| 100m schoolslag   | 1 |    |    |    |      |
| 200m schoolslag   |   |    |    | 1  |      |
| 100m vlinderslag  |   |    | 1  |    |      |
| 200m vlinderslag  |   | 1  |    |    |      |
| 100m rugslag      |   | 1  |    |    |      |
| 200m rugslag      |   |    |    | 1  |      |
| 200m wisselslag   |   |    | 1  |    |      |
| 400m wisselslag   | 1 |    |    |    |      |
| 4x100m vrije slag |   |    | 1  |    |      |
| 4x200m vrije slag |   | 1  |    |    |      |
| 4x100m wisselslag |   |    |    | 1  |      |
| 10 km open water  |   |    |    |    | Goud |
| Finales           | 4 | 4  | 4  | 5  | 1    |

Gemengd
| Augustus          | 9 | 10 | 11 | 12 |
| ----------------- | - | -- | -- | -- |
| 4x100m wisselslag | 1 |    |    |    |
| Finales           | 1 | 0  | 0  | 1  |

## Medailles

### Legenda
- WR = Wereldrecord
- CR = Kampioenschapsrecord

### Vrouwen
| Onderdeel            | Goud                                                                   | Goud       | Zilver                                                                     | Zilver   | Brons                                                              | Brons    |
| -------------------- | ---------------------------------------------------------------------- | ---------- | -------------------------------------------------------------------------- | -------- | ------------------------------------------------------------------ | -------- |
| Vrije slag           |                                                                        |            |                                                                            |          |                                                                    |          |
| 50 m                 | Cate Campbell Australië                                                | 23,81 CR   | Simone Manuel Verenigde Staten                                             | 24,22    | Emma McKeon Australië                                              | 24,34    |
| 100 m                | Cate Campbell Australië                                                | 52,03 CR   | Simone Manuel Verenigde Staten                                             | 52,66    | Taylor Ruck Canada                                                 | 52,72    |
| 200 m                | Taylor Ruck Canada                                                     | 1.54,44 CR | Rikako Ikee Japan                                                          | 1.54,85  | Katie Ledecky Verenigde Staten                                     | 1.55,15  |
| 400 m                | Katie Ledecky Verenigde Staten                                         | 3.58,50    | Ariarne Titmus Australië                                                   | 3.59,66  | Leah Smith Verenigde Staten                                        | 4.04,2   |
| 800 m                | Katie Ledecky Verenigde Staten                                         | 8.09,13 CR | Ariarne Titmus Australië                                                   | 8.17,07  | Leah Smith Verenigde Staten                                        | 8.17,21  |
| 1500 m               | Katie Ledecky Verenigde Staten                                         | 15.38,97   | Kiah Melverton Australië                                                   | 16.00,08 | Leah Smith Verenigde Staten                                        | 16.00,82 |
| Rugslag              |                                                                        |            |                                                                            |          |                                                                    |          |
| 100 m                | Kylie Masse Canada                                                     | 58,61      | Emily Seebohm Australië                                                    | 58,72    | Kathleen Baker Verenigde Staten                                    | 58,83    |
| 200 m                | Kathleen Baker Verenigde Staten                                        | 2.06,14 CR | Taylor Ruck Canada                                                         | 2.06,41  | Regan Smith Verenigde Staten                                       | 2.06,46  |
| Schoolslag           |                                                                        |            |                                                                            |          |                                                                    |          |
| 100 m                | Lilly King Verenigde Staten                                            | 1.05,44    | Jessica Hansen Australië                                                   | 1.06,20  | Reona Aoki Japan                                                   | 1.06,34  |
| 200 m                | Micah Sumrall Verenigde Staten                                         | 2.21,88    | Lilly King Verenigde Staten                                                | 2.22,12  | Satomi Suzuki Japan                                                | 2.22,22  |
| Vlinderslag          |                                                                        |            |                                                                            |          |                                                                    |          |
| 100 m                | Rikako Ikee Japan                                                      | 56,08 CR   | Kelsi Dahlia Verenigde Staten                                              | 56,44    | Emma McKeon Australië                                              | 56,54    |
| 200 m                | Hali Flickinger Verenigde Staten                                       | 2.07,35    | Sachi Mochida Japan                                                        | 2.07,66  | Katherine Drabot Verenigde Staten                                  | 2.08,40  |
| Wisselslag           |                                                                        |            |                                                                            |          |                                                                    |          |
| 200 m                | Yui Ohashi Japan                                                       | 2.08,16 CR | Sydney Pickrem Canada                                                      | 2.09,07  | Miho Teramura Japan                                                | 2.09,86  |
| 400 m                | Yui Ohashi Japan                                                       | 4.33,77    | Melanie Margalis Verenigde Staten                                          | 4.35,60  | Sakiko Shimizu Japan                                               | 4.36,27  |
| Vrije slag estafette |                                                                        |            |                                                                            |          |                                                                    |          |
| 4x100 m              | Australië Emily Seebohm Shayna Jack Emma McKeon Cate Campbell          | 3.31,58 CR | Verenigde Staten Mallory Comerford Margo Geer Kelsi Dahlia Simone Manuel   | 3.33,45  | Canada Taylor Ruck Kayla Sanchez Rebecca Smith Alexia Zevnik       | 3.34,07  |
| 4x200 m              | Australië Ariarne Titmus Emma McKeon Mikkayla Sheridan Madeline Groves | 7.44,12    | Verenigde Staten Allison Schmitt Leah Smith Katie McLaughlin Katie Ledecky | 7.44,37  | Canada Kayla Sanchez Taylor Ruck Rebecca Smith Mackenzie Padington | 7.47,28  |
| Wisselslagestafette  |                                                                        |            |                                                                            |          |                                                                    |          |
| 4x100 m              | Australië Emily Seebohm Jessica Hansen Emma McKeon Cate Campbell       | 3.52,74 CR | Verenigde Staten Kathleen Baker Lilly King Kelsi Dahlia Simone Manuel      | 3.53,21  | Japan Natsumi Sakai Reona Aoki Rikako Ikee Tomomi Aoki             | 3.55,03  |

### Gemengd
| Onderdeel           | Goud                                                          | Goud    | Zilver                                                     | Zilver  | Brons                                                                       | Brons   |
| ------------------- | ------------------------------------------------------------- | ------- | ---------------------------------------------------------- | ------- | --------------------------------------------------------------------------- | ------- |
| Wisselslagestafette |                                                               |         |                                                            |         |                                                                             |         |
| 4x100 m             | Australië Mitch Larkin Jake Packard Emma McKeon Cate Campbell | 3.38,91 | Japan Ryosuke Irie Yasuhiro Koseki Rikako Ikee Tomomi Aoki | 3.40,98 | Verenigde Staten Kathleen Baker Michael Andrew Caeleb Dressel Simone Manuel | 3.41,74 |

### Openwaterzwemmen
| Onderdeel | Goud | Goud              | Zilver | Zilver      | Brons | Brons             |
| --------- | ---- | ----------------- | ------ | ----------- | ----- | ----------------- |
| Mannen    | USA  | Jordan Wilimovsky | CAN    | Eric Hedlin | AUS   | Nick Sloman       |
| Vrouwen   | USA  | Haley Anderson    | AUS    | Kareena Lee | BRA   | Ana Marcela Cunha |

### Medaillespiegel
| Plaats | Land             | Goud | Zilver | Brons | Totaal |
| 1      | Verenigde Staten | 20   | 14     | 11    | 45     |
| 2      | Australië        | 8    | 13     | 8     | 29     |
| 3      | Japan            | 6    | 7      | 10    | 23     |
| 4      | Canada           | 2    | 3      | 4     | 9      |
| 5      | Brazilië         | 1    | 1      | 3     | 5      |
| Totaal | Totaal           | 37   | 38     | 36    | 101    |